# Samoty (Libavá)
Samoty jsou kopcem v Nízkém Jeseníku mající výšku 647 m n. m. Vrchol kopce se nachází přibližně 1,9 km severozápadně od zaniklé vesnice a poutního místa Stará Voda patřící k Městu Libavá v Olomouckém kraji. Pod vrchol kopce vede lesní cesta. Kopec je známý bývalým pohotovostním muničním skladem sovětské armády (Točka Sever), kde byly s největší pravděpodobností umístěny i jaderné zbraně. V době přítomnosti sovětských vojsk byly kopec a jeho okolí přísně střeženy sovětskými vojáky.

## Další informace

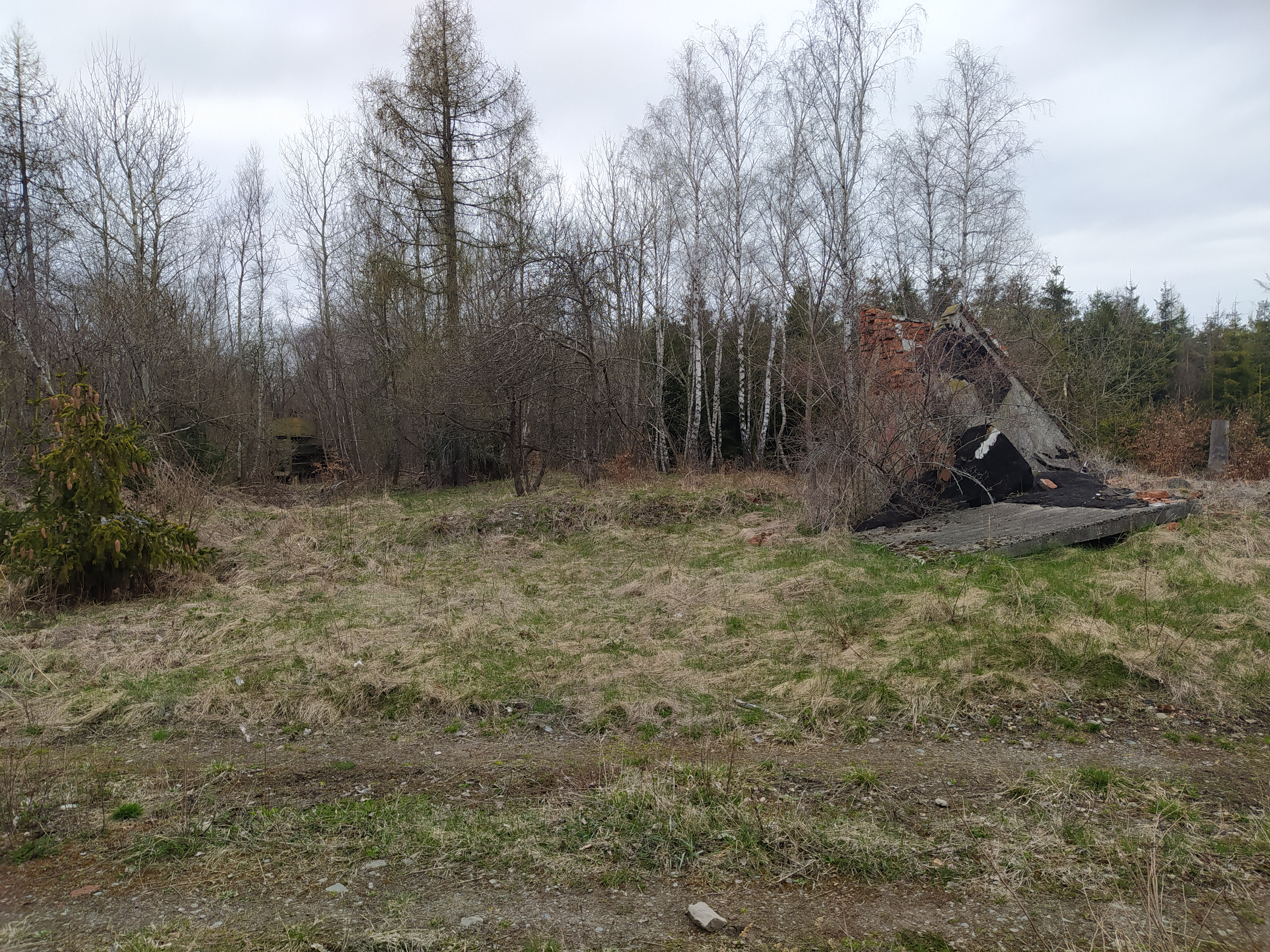
Vrchol kopce Samoty

Samoty jsou nazývané také lesy v blízkosti vrcholu Samoty. Vrchol kopce je zalesněn a jsou na něm opuštěné bývalé vojenské stavby po sovětské armádě. Severovýchodně od vrcholu pramení potok Bystřinka, který je pravostranným přítokem Lazského potoka. Jižně pod kopcem je vodárna.
Přibližně jihozápadním směrem je kopec Zadní Zlatná. Severním směrem se nachází Červený kopec a severozápadním směrem se nachází Červená hora.